# Łuskowszczyzna
Łuskowszczyzna (biał. Лускаўшчына; ros. Лусковщина) – wieś na Białorusi, w obwodzie witebskim, w rejonie brasławskim, w sielsowiecie Dalekie.

## Historia
W czasach zaborów w granicach Imperium Rosyjskiego.
W 1866 wieś prywatna, liczyła 50 mieszkańców którzy mieszkali 4 domach.
W dwudziestoleciu międzywojennym wieś leżała w Polsce, w województwie nowogródzkim (od 1926 w województwie wileńskim), w powiecie dziśnieńskim (od 1926 w powiecie brasławskim), w gminie Bohiń.
Według Powszechnego Spisu Ludności z 1921 roku wieś zamieszkiwało 105 osób, 13 było wyznania rzymskokatolickiego a 92 prawosławnego. Jednocześnie 84 mieszkańców zadeklarowało polską przynależność narodową a 21 białoruską. Były tu 23 budynki mieszkalne. W 1931 w 22 domach zamieszkiwało 112 osób.
Wierni należeli do parafii rzymskokatolickiej w Dalekiem i prawosławnej w Bohiniu. Miejscowość podlegała pod Sąd Grodzki w Opsie i Okręgowy w Wilnie; właściwy urząd pocztowy mieścił się w Bohiniu.